# Skedsmohallen
Die Skedsmohallen ist eine Mehrzweckhalle in Lillestrøm, Norwegen.

## Information
Die Halle wurde zwischen 1981 und 1982 erbaut und 1982 eröffnet. Obwohl die Halle hauptsächlich für Handballwettkämpfe genutzt wird, fanden in den 1980er und 1990er Jahren auch viele Konzerte internationaler Musikgrößen wie Eric Clapton, Frank Zappa, Alice Cooper, Def Leppard und Billy Idol statt. Mit der Eröffnung der Oslo Spektrum fanden jedoch nur noch wenige Konzerte in der Halle statt.